# Unterseeboot U-139 (1917)
Pour les autres navires du même nom, voir Unterseeboot 139.
L'Unterseeboot U-139 est le navire de tête de sa classe, l’un des sous-marins servant dans la marine impériale allemande pendant la Première Guerre mondiale. Il a été mis en service le 18 mai 1918 sous le commandement de Lothar von Arnauld de La Perière, qui a nommé le sous-marin Kapitänleutnant Schwieger, d’après Walther Schwieger, qui avait coulé le RMS Lusitania en 1915. L'U-139 n’a effectué qu’une patrouille de guerre, au cours de laquelle il a coulé quatre navires. Il se rend à la France le 24 novembre 1918 et devient peu après le sous-marin français Halbronn jusqu’au 24 juillet 1935, date à laquelle il est démantelé. 

## Action du 14 octobre 1918
Le 14 octobre 1918, l'U-139 attaque dans l’océan Atlantique le vapeur civil portugais SS São Miguel, qui est escorté par le petit chalutier de la marine portugaise NRP Augusto de Castilho. Le NRP Augusto de Castilho a couvert la fuite du São Miguel en engageant l'U-139 pendant deux heures, jusqu’à ce qu’il soit détruit,.

## Affectations
- U-Kreuzer Flotille : de date de début inconnue au 11 novembre 1918.

## Commandants
- Kapitänleutnant Lothar von Arnauld de La Perière[4]  : du 18 mai au 11 novembre 1918.

## Navires coulés
| Date             | Nom                 | Nationalité       | Tonnage | Destin.   |
| ---------------- | ------------------- | ----------------- | ------- | --------- |
| 1er octobre 1918 | Bylands             | Royaume-Uni       | 3309    | Coulé     |
| 1er octobre 1918 | Manin               | Royaume d'Italie  | 2691    | Coulé     |
| 1er octobre 1918 | HMS Perth           | Royal Navy        | 2502    | Endommagé |
| 2 octobre 1918   | Rio Cavado          | Portugal          | 301     | Coulé     |
| 14 octobre 1918  | Augusto De Castilho | Marine portugaise | 487     | Coulé     |